# Life Alert Emergency Response
Life Alert Emergency Response, Inc. é uma empresa americana, sediada em Encino, Califórnia, Estados Unidos, que fornece pequenos aparelhos, os "Colares Life Alert" que põem em contacto as pessoas que deles necessitam com serviços de emergência. O sistema da empresa é baseado em torno de uma unidade principal e um pequeno botão de ajudas sem fio que é usado pelo usuário em todos os momentos. O Life Alert foi fundado por Isaac Shepher, Amir Arie, Zohar Loshitzer,e William Mark Turenshine em 1987. 